# 梅金吉奧德
梅金吉奧德。在北歐神話中是雷神索爾（Thor）所擁有的道具，也翻作「力量腰帶」（girdie of might）。這條腰帶能使配戴者獲得雙倍的力量。
這個道具出現在《散文埃達》的欺騙古魯菲中，但並沒有描述來源，一般相信，這可能是作者史洛里自行杜撰之物，在其他北歐神話故事中，均沒有提起索爾使用此道具的情節。
和這個腰帶成套的神器還有一副「鐵手套」。在《散文埃達》的詩語法篇中，索爾在洛基的計謀下沒帶「雷神之鎚」，也沒帶著「力量腰帶」和「鐵手套」就前往巨人國度挑戰，途中經過女巨人格莉德（Grid）的住處時，格莉德將自己的不斷之杖、綁腿、鐵手套借給了索爾。格莉德的寶物和索爾的寶物功能幾乎一模一樣，因此有可能上述寶物在北歐諸神中是個可以普及化的道具。